# كريستيان جودين (كرة يد)
كريستيان جودين (بالفرنسية: Christian Gaudin) مواليد 26 يناير 1967 في فرنسا، هو لاعب كرة يد فرنسي معتزل تحول إلى التدريب بعد الاعتزال لعب كحارس مرمى. مثل منتخب فرنسا لكرة اليد في 247 مباراة. شارك في دورة الألعاب الأولمبية الصيفية سنة 1996. حقق المركز الأول في بطولة العالم لكرة اليد للرجال 1995.

## المسيرة الاحترافية
لعب مع نادي كريتاي لكرة اليد في موسم 1994–1995، ثم انضم إلى نادي ماغديبورغ لكرة اليد في الدوري الألماني من سنة 1999 إلى 2003، ثم لعب مع نادي سانت رافاييل لكرة اليد في الدوري الفرنسي من سنة 2003 إلى 2006.

## الميداليات
| الميدالية | المسابقة                           |
| --------- | ---------------------------------- |
| ذهبية     | بطولة العالم لكرة اليد للرجال 1995 |
| ذهبية     | بطولة العالم لكرة اليد للرجال 2001 |
| فضية      | بطولة العالم لكرة اليد للرجال 1993 |
| برونزية   | بطولة العالم لكرة اليد للرجال 1997 |

## روابط خارجية
- كريستيان جودين على موقع الاتحاد الأوروبي لكرة اليد (الإنجليزية)
- كريستيان جودين على موقع أوليمبيديا (الإنجليزية)